# Unser Walter
Unser Walter (en français Notre Walter) est une mini-série allemande réalisée par Peter Schubert, diffusée en 1974.

## Synopsis
Lorsque leur fils Walter a deux ans et demi, un médecin informe le couple Zabel que le garçon est atteint de trisomie 21. La vie avec un enfant handicapé est difficile au début. Les jardins d'enfants et les écoles rejettent le garçon. Walter doit suivre un enseignement privé. La mère ne peut plus travailler dans l'entreprise familiale, car elle doit s'occuper de son fils. Le père doit alors abandonner le magasin et la sœur cadette de Walter, Sabine, se sent négligée. Les étrangers traitent Walter avec scepticisme. Au fil des années, les Zabel apprennent à gérer la situation et Walter apprend également à s'orienter dans le monde. L'oncle Gerd est d'une grande aide, effectuant d'abord un travail de remplacement dans un foyer pour personnes handicapées, puis devenant spécialiste du traitement des enfants handicapés mentaux. À la fin de la série, Walter a 21 ans.

## Fiche technique
- Titre original : Unser Walter
- Réalisation : Peter Schubert assisté de Maximiliane Mainka
- Scénario : Heiner Michel
- Direction artistique : Robert Stratil
- Costumes : Ina Hagemann
- Photographie : Alfred Tichawsky
- Son : Hajo von Zündt
- Montage : Maximiliane Mainka
- Production : Fried Thumser
- Société de production : Eikon (de)
- Pays d'origine :  Allemagne
- Langue : Allemand
- Format : Couleur - 1,33:1 - Mono - 35 mm
- Genre : Drame
- Durée : 315 minutes (sept épisodes de 45 minutes)
- Dates de première diffusion :
  -  Allemagne de l'Ouest : 8 juillet 1974 sur ZDF.

## Distribution
- Thomas Braut : M. Zabel
- Cordula Trantow : Mme Zabel
- Pierre Franckh : Oncle Gerd
- Otto Kurth (de) : Grand-père Zabel
- Bernd Langhammer : Walter (épisodes 2 à 4)
- Wolfgang Zulehner : Walter (épisode 5)
- Walter Wörler : Walter (épisode 6)
- Ottmar Lehrmann : Walter (épisode 7)
- Katja Prößdorf : Sabine Zabel (épisodes 2 à 4)
- Andrea Schober : Sabine Zabel (épisodes 5 et 6)
- Regina Claus : Sabine Zabel (épisode 7)

## Production
La série Unser Walter reflète des mouvements sociaux en Allemagne. D'abord les parents d'enfants handicapés se regroupent dans des lobbys pour des améliorations du droit social et préconisant la construction de crèches et d'écoles spéciales, alors que le corps médical comprend des membres les plus âgés encore influencés par le nazisme et son idéal de l'eugénisme, de même leur ignorance. Bundesvereinigung Lebenshilfe (de), créée en 1958, veut briser la tendance de l'époque au placement en institution et de rendre possible la vie domestique et familiale même si l'enfant souffre d'un handicap mental. D'autre part, à la suite du scandale (de) du thalidomide, la loterie télévisée Aktion Sorgenkind (de) est fondée en 1964. Heiner Michel, rédacteur en chef de la société de production protestante Eikon, et la section "Église et vie" de la ZDF voulent élargir la vision compatissante de ces programmes dans le cadre d'une série socialement critique. Les responsables déclarent avoir en fait voulu filmer une série sur les "enfants Contergan", mais que l'initiateur d'Aktion-Sorgenkind, l'animateur Hans Mohl (de), conseille de s'intéresser plutôt aux personnes atteintes de trisomie 21, qui jusqu'alors ont reçu peu d'attention.
Les 45 minutes par épisode sont divisées en 40 minutes de séries de jeux fictifs et 5 minutes d'informations, introduites avec le fondu enchaîné.
La série a une audience de 40%. La série montre les difficultés et les problèmes de la vie des personnes handicapées et de leurs familles puis les possibilités d'insertion. Cependant, d'un autre côté, "Mongo", "Du Zabel" et "Du Walter" sont des surnoms désobligeants dans les cours d’école.